# Paaliaq
Paaliaq (/ˈpɑːli.ɑːk/ PAH-lee-ahkPAH-lee-ahk) là một vệ tinh tự nhiên dị hình của Sao Thổ chuyển động cùng chiều với Sao Thổ. Nó được phát hiện bởi Brett J. Gladman, John J. Kavelaars, Jean-Marc Petit, Hans Scholl, Matthew J. Holman, Brian G. Marsden, Philip D. Nicholson và Joseph A. Burns vào đầu tháng 10 năm 2000, và được đặt ký hiệu tạm thời là S/2000 S 2. Vào tháng 8 năm 2003, nó được đặt tên theo một thầy mo hư cấu trong cuốn sách The Curse of the Shaman, được viết bởi Michael Kusugak, người cung cấp cho Kavelaars những cái tên của người khổng lồ trong thần thoại Inuit mà được dùng cho các vệ tinh của Sao Thổ khác.
Paaliaq được cho rằng có đường kính vào khoảng 22 kilomet, và quay quanh Sao Thổ với một khoảng cách trung bình là 15.2 triệu km trong 687 ngày. Nó là một thành viên của nhóm Inuit gồm các vệ tinh dị hình. Nó cũng ở gần với 9 vệ tinh khác cách nhau tối đa 10 dặm.
Nó có màu đỏ nhạt, và dưới tia hồng ngoại thì quang phổ của vệ tinh Paaliaq rất giống với các vệ tinh cùng nhóm Inuit khác là Kiviuq và Siarnaq, điều này đã hỗ trợ cho giả thiết về một nguồn gốc chung của nhóm Inuit bắt nguồn từ một sự vỡ vụn của một thiên thạch lớn hơn.